# Meet the Residents
Meet the Residents – debiutancki album awangardowej grupy The Residents wydany w 1974 roku. Zarówno tytuł albumu, jak i jego satyryczna okładka nawiązywały do pierwszego amerykańskiego albumu zespołu The Beatles – Meet The Beatles!, co wywołało groźby pozwu sądowego ze strony wytwórni EMI oraz Capitol Records (chociaż według niepotwierdzonych plotek George Harrison oraz Ringo Starr byli zachwyceni parodią i kupili kopie płyty). W związku z obawą przed krokami prawnymi w następnych wydaniach albumu zmieniono okładkę, chociaż wciąż zachowano satyryczny wydźwięk całości (fikcyjny skład zespołu brzmiał „John Crawfish, George Crawfish, Paul McCrawfish, and Ringo Starfish” z dodatkowymi ilustracjami langust oraz rozgwiazdy w charakterystycznych strojach Beatlesów).

Pierwsze winylowe wydanie albumu rozeszło się w liczbie jedynie 40 sztuk. W reedycji kompaktowej z 1988 roku oprócz materiału podstawowego dołączono także utwory z pierwszej EPki grupy, Santa Dog.

## Lista utworów
1. „Boots” – 0:53
2. „Numb Erone” – 1:07
3. „Guylum Bardot” – 1:21
4. „Breath and Length” – 1:42
5. „Consuelo’s Departure” – 0:59
6. „Smelly Tongues” – 1:47
7. „Rest Aria” – 5:09
8. „Skratz” – 1:42
9. „Spotted Pinto Bean” – 5:27
10. „Infant Tango” – 5:27
11. „Seasoned Greetings” – 5:13
12. „N-er-gee (Crisis Blues)” – 7:16

- Utwory dodatkowe (tylko na wydaniu CD z 1988 roku)

1. „Fire”
2. „Lightning”
3. „Explosion”
4. „Aircraft Damage”